# Allocosa alticeps
Allocosa alticeps là một loài nhện trong họ wolfspinnen (Lycosidae).
Loài này thuộc chi Allocosa. Allocosa alticeps được Cândido Firmino de Mello-Leitão miêu tả năm 1944.